# Betoniarka
Betoniarka – urządzenie budowlane służące do mieszania cementu, wody oraz piasku i żwiru (jako kruszywa) w celu utworzenia jednorodnej masy (mieszanki betonowej). 

## Charakterystyka
Typowa betoniarka ma kształt obrotowego bębna. Do mniejszych prac używane są betoniarki przenośne. Do przewożenia gotowego betonu używa się specjalnych pojemników zamontowanych na samochodach ciężarowych (tzw. gruszka). 

## Rodzaje
Betoniarki można podzielić:
- ze względu na kształt mieszalnika na: betoniarki kielichowe i bębnowe,
- ze względu na sposób przemieszczania na: betoniarki stałe, przenośne i samochodowe,
- ze względu na sposób pracy na: betoniarki o działaniu ciągłym i o działaniu okresowym,
- ze względu na sposób opróżniania: betoniarki z mechanizmem koła, dźwigni i ślimacznicy.